# Té helado
El té helado (en inglés iced tea) consiste en una forma helada de té, servida a menudo en un vaso con hielo. Cualquier variedad de té puede ser susceptible de ser empleada como té helado, depende de los gustos particulares. Existen marcas comerciales que distribuyen el té en botella o en lata aunque el porcentaje de té que contienen es muy bajo, por tanto, es mejor preparar el té helado con cualquiera de las variedades puras o aromatizadas que se pueden encontrar en las tiendas especializadas.
Aunque generalmente se sirve en un vaso con hielo, puede referirse a cualquier té que haya sido enfriado. Se puede endulzar con azúcar o almíbar. El té helado también es una bebida envasada popular que se puede mezclar con jarabe saborizado como limón, frambuesa, lima, fruta de la pasión, melocotón, naranja, fresa y cereza.
Aunque la mayoría de los tés helados obtienen su sabor de las hojas de té (Camellia sinensis), las infusiones de hierbas a veces se sirven frías y se denominan té helado. A veces, el té helado se prepara remojando las hojas de té durante un tiempo especialmente largo a una temperatura más baja (una hora al sol frente a cinco minutos a una temperatura de entre 80 y 100 °C), lo que se conoce como té al sol.

## Características

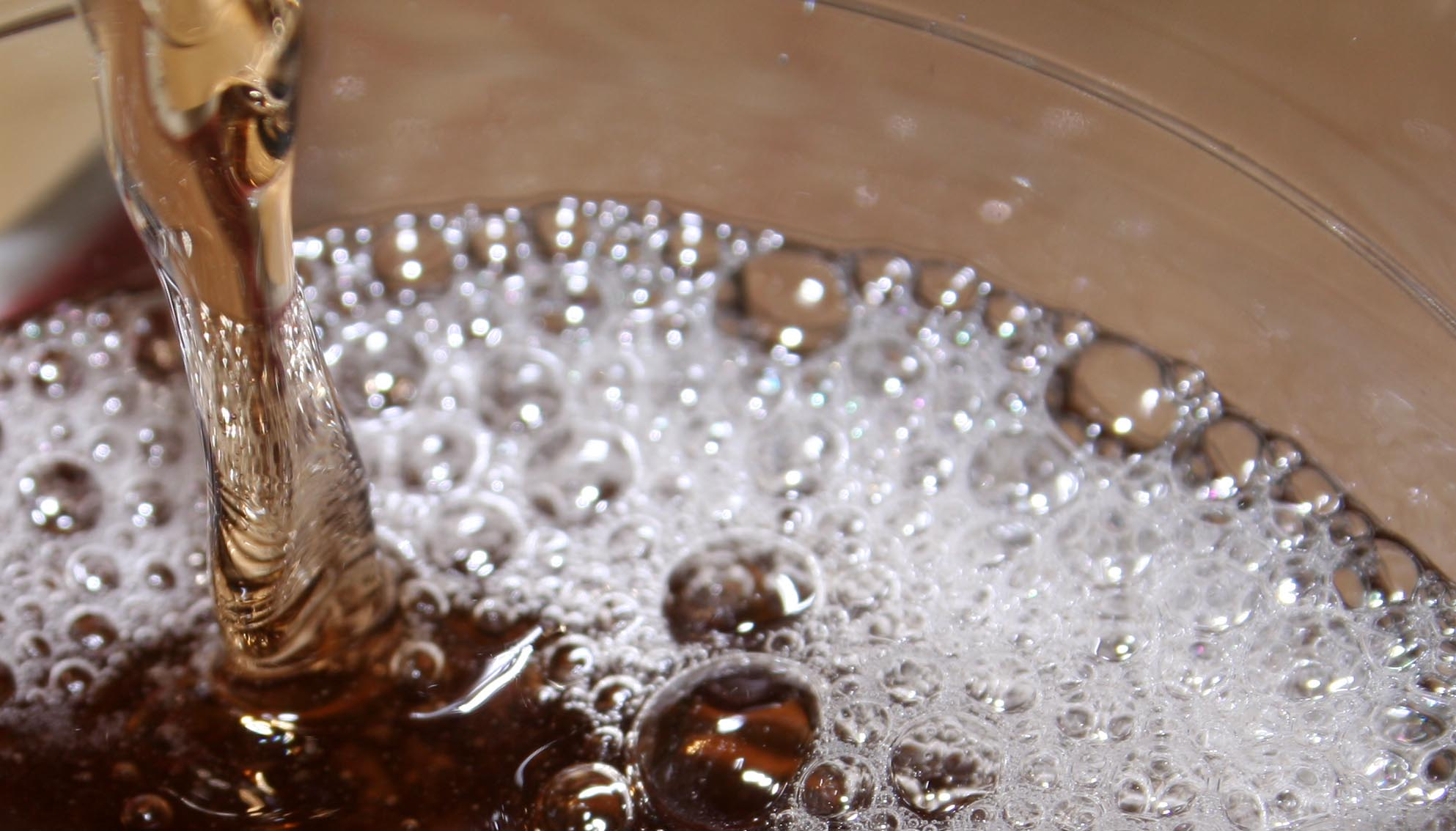
Té helado vertido sobre un vaso.

Es aconsejable permitir al té que se enfríe hasta temperatura ambiente antes de hacer té helado, ya que de lo contrario es muy posible que se formen condensados, lo que daría al té un aspecto lechoso así como un sabor ligeramente ácido. El té caliente puede ser vertido sobre un vaso con hielo (si se filtra el sabor no se ve afectado por esta operación). Se suele incluir en el vaso una especie de cucharilla de mango alargado para remover el granizado.
El té helado suele servirse con algunas hojas de menta y alguna que otra rodaja de limón, en EE. UU. suele ser dulce por la adición de azúcar. Todo ello mezclado con una cuchara de té helado que suele ser alargada para poder agitar el fondo.

## Historia

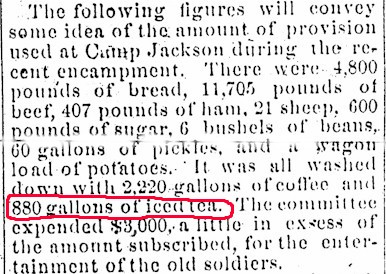
Extracto de artículo en el Nevada Noticer del 1890.

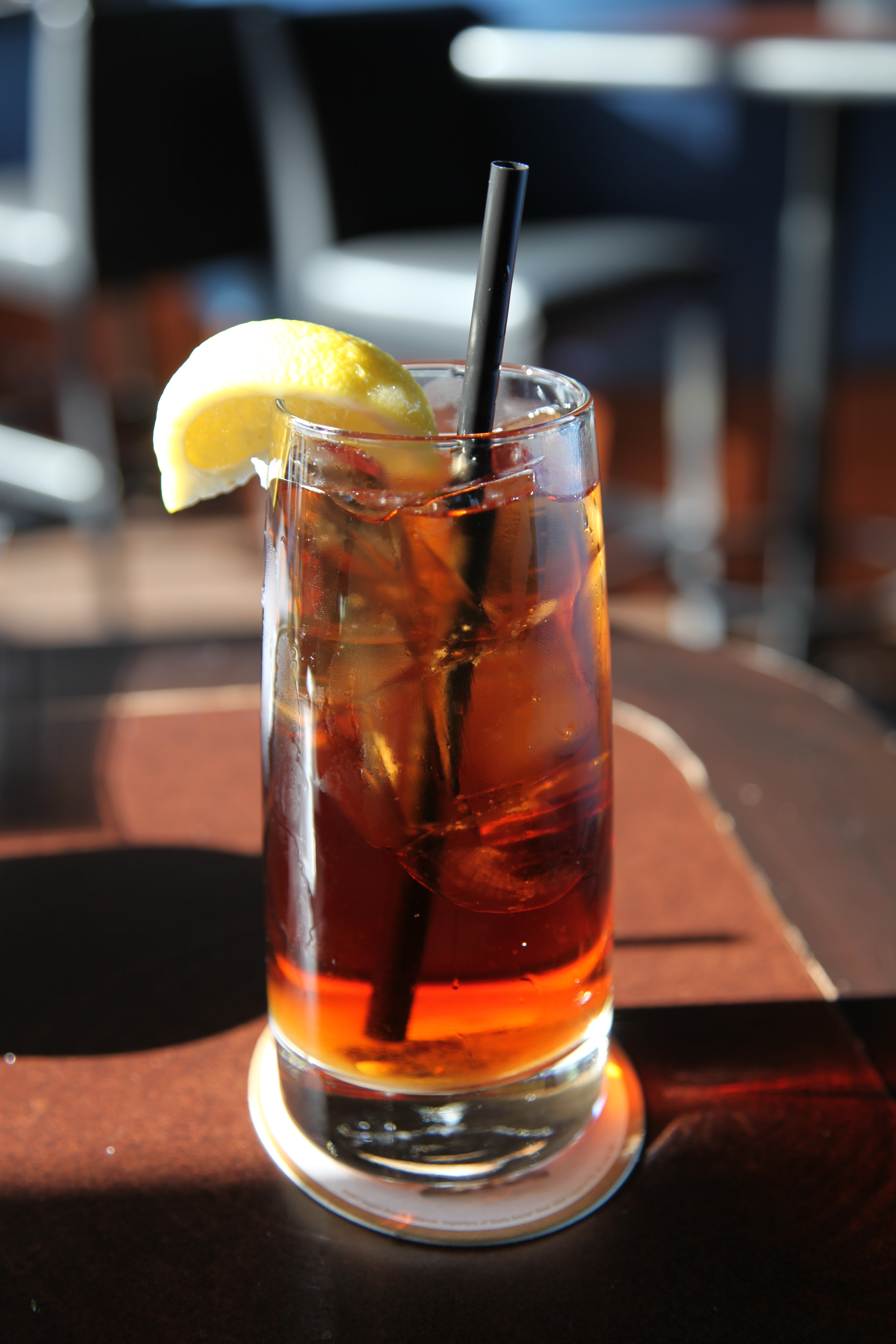
Té helado con limón.

Antes de mediados de 1800, el té cuando se servía frío se refería como a Ponche de té y generalmente se le añadía algo de alcohol. Estos ponches tenían nombres como Ponche del regente (Regent's Punch), Ponche de Charleston's Saint Cecilia y Ponche Chatham Artillery. Los tés helados se hacen famosos en el año 1904, durante la Exposición Mundial de Saint Louis (St. Luis World Fair) en la que Richard Blechynden —dueño de una plantación de té— introduce el “Ice Tea” (té con hielo) para refrescar a los visitantes de la feria mundial de St. Louis. La leyenda cuenta que el señor Blechynden ofrecía su té a los visitantes de la feria quienes se lo rechazaban dado el calor de ese año. Cómo último intento, Richard Blechynden añadió un cubito de hielo al té caliente y lo convirtió en "Ice Tea" refrescando así a los visitantes de la feria y asociando así mismo esta bebida innovadora relacionada con este hecho.
Igualmente, hay que tener en cuenta que en el periódico Nevada Noticer del año 1890 (el 28 de septiembre), describiendo las grandes cantidades de comida y bebida que se servían en un encuentro de más de 15 000 ex-veteranos de la confederación en Nevada, Misuri (EE.UU), se menciona el consumo de 880 galones de té frío (equivalente a 3300 litros). El artículo sobre "Camp Jackson", el nombre del encuentro que duró varios días, revela el consumo de carne que se prepararía en la barbacoa y el "Ice Tea" que acompañaría la comida, pero lo interesante es la forma de mencionarlo - como si el lector supiera lo que es "Ice Tea". Esto ha llevado a los experto a dudar, si la Exposición Mundial de Saint Louis realmente fue el sitio donde nació el "Ice Tea" o si ya se estaba consumiendo mucho antes. La prueba está tanto en el artículo publicado y en los comentarios de Pat Villmer de la asociación de la Exposición mundial de Saint Louis (St. Louis World's Fair Society) quien declaró: "El té helado no se "inventó" en la Exposición Universal. La buena gente del Sur servía té helado en sus casas mucho antes de la Feria. Sólo se popularizó en la Feria. En el Sur se llamaba té dulce y se servía frío, no caliente, en verano. Se utilizaba hielo, cuando estaba disponible. Recuerde, el hielo era la prima en los primeros días antes de la refrigeración, no el téa. que traducido sería "El té frío no se inventó en la feria mundial. Los ciudadanos del sur servían te frío en sus casas mucho antes de la feria. Simplemente se popularizó en la feria. Se le llamaba té dulce servido en frío y no en caliente durante los veranos en el sur. El hielo se le añadía si en la casa había. Hay que recordar que hielo era un lujo antes de que existiera el refigerador, no el té.

## Cómo preparar un té helado casero

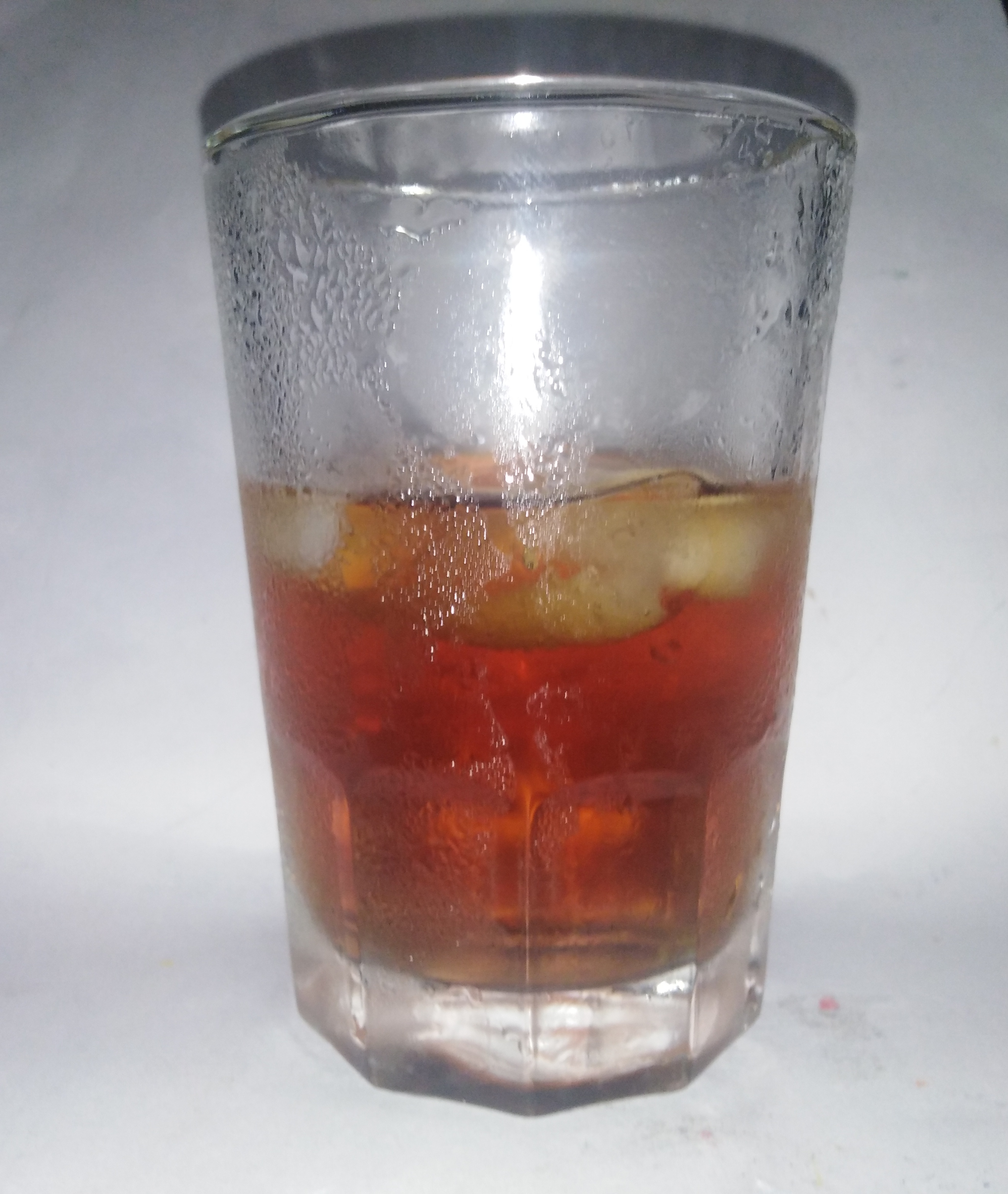
Té helado instantáneo con hielos

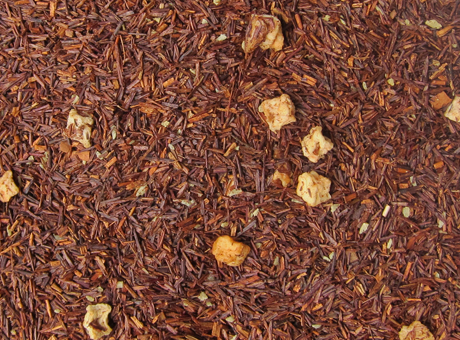
Rooibos es una infusión sin cafeína que se vende con y sin aromatizar y se utiliza, entre otras cosas, para preparar un té helado.

Hay varias formas de preparar un té casero dependiendo de costumbres, culturas e ingredientes. A continuación se sugieren dos de las preparaciones más comunes en Europa.

### Preparar un té frío con agua fría
Para 1 litro de té frío se necesita:
- Una jarra de 1 litro.
- 1 litro de agua mineral natural.
- Media taza de fruta troceada o ingredientes que se le quiera agregar al gusto. (opcional)
- Hielo.
- Azúcar si se cree que es necesario un endulzante. También se puede añadir algún edulcorante (sucralosa, stevia, aspartame, sacarina, etc.) para endulzarlo sin añadir calorías o en caso de regímenes dietéticos.

#### Preparación
1. Llenar una jarra con agua mineral natural al tiempo. Se procura que sea una cuarta parte menos de agua que si se tratara de un té caliente.
2. Añadir el té a granel (las hojas del té) dejando macerar las hojas en agua durante toda la noche.
3. Filtrar el agua para eliminar las hojas.
4. Añadir los ingredientes al gusto.
5. Añadir hielo antes de servir.

### Preparar un té frío con agua caliente
Para 1 litro de té frío se necesita:
- Bolsas de té (De 1 a 2).
- Una jarra de 1 litro con agua caliente.
- Hielos (De 25 a 50 depende de cuan frío quieran).
- 5 a 10 limones .
- Agregar azúcar o edulcorante (Opcional).
- Batir con una cuchara.

#### Preparación
1. Poner las bolsas de te en la jarra con agua caliente.
2. Dejar enfriar o añadir directamente los hielos para enfriar más rápido (Opcional).
3. Añadir azúcar o edulcorante (Opcional).
4. Mover con una cuchara.

## Ingredientes para preparar un té frío
Al igual que para preparar cualquier refresco casero se recomienda utilizar ingredientes que combinen bien entre sí o con el té que se ha seleccionado. Hay que evitar los picantes y los chocolates ya que al disolverse afectan el color y la consistencia del té y no atrae al consumidor. Los siguientes ingredientes se pueden combinar entre sí o ser añadidos por sí solos.
- Toda fruta en trozos o rallada. Son recomendadas: manzana, fresa, papaya, melocotón, albaricoque, frambuesas, naranja, mora, cereza, arándanos, limón, mango, melón, kiwi, coco, higos, jengibre.
- Frutos secos así como almendra, pistacho, pasas, dátil.
- Flores y pétalos así como malva, rosa, girasol, azahar, saflor, manzanilla romana, aciano, hibisco.
- Especias así como: vainilla cardamomo clavo, canela entera o en polvo (entera deja más sabor).
- Hierbas así como: menta, caléndula, cilantro, manzanilla romana, escaramujo, valeriana, espliego.

## Variaciones culturales

### China
Aunque no es una forma tradicional de servir el té, el té helado se hizo muy popular a finales de la década de 1980, incluso en las zonas rurales. Muchas variedades de té, incluido el té verde, están disponibles enlatadas o embotelladas y se venden en las tiendas. Muchas familias preparan el té helado poniendo una gran cantidad de hielo en una pequeña cantidad de té caliente fuerte o metiendo el té caliente en la nevera durante algún tiempo. Los tipos más comunes de té helado son el negro, el verde y el oolong (烏龍茶), así como muchas variedades de hierbas. Las infusiones heladas son especialmente populares en los calurosos veranos, en los que se utilizan hierbas "yin"（陰） o refrescantes para hacer té, como el crisantemo y el té kuding (苦丁茶). El té enfriado (pero aún caliente) fue popular durante toda la antigüedad. Anteriormente el té refrigerado estaba únicamente disponible para aquellos políticamente relacionados con el Partido Comunista. La introducción del capitalismo limitado y reformas de libre mercado a partir de 1978 puso la refrigeración a disposición de la población general por primera vez. El número de propietarios de frigoríficos en China pasó del 7% de las familias urbanas en 1977 al 95% en 2009.

### Sudáfrica
El té helado se ha hecho cada vez más popular en Sudáfrica y ahora está ampliamente disponible en cafeterías y establecimientos minoristas de todo el país. Nestea, Lipton, Manhattan y Fuze Tea son las marcas más populares, además de la marca sudafricana BOS, que utiliza rooibos de origen local de Western Cape.

### Suiza
Ruedi Bärlocher y Martin Sprenger, dos empleados de la empresa suiza de bebidas Bischofszell, habían probado el famoso té helado estadounidense y sugirieron por primera vez producir té helado ya preparado en botellas. En 1983, Bischofszell Food Ltd. se convirtió en el primer productor mundial de té helado embotellado a escala industrial.

### Turquía
En un país tradicionalmente consumidor de té como Turquía, con su propio té y cultura del té, el té helado se popularizó cuando Lipton lo introdujo en la década de 2000. Los tés helados son una alternativa popular a los refrescos. Lipton y Nestea fueron las dos marcas principales hasta 2012, cuando expiró el contrato entre Coca-Cola İçecek A.Ş. y Nestea. Coca-Cola sustituyó Nestea por su marca Fuze Beverage, pero debido a que la palabra füze significa "misil" en turco, el nombre utilizado para el mercado turco es Fuse Tea. La empresa nacional de té Çaykur está presente en el mercado con su marca de té helado "Didi".

### Reino Unido
Aunque el té helado no se consume tanto en el Reino Unido como en otros países europeos, la bebida se hizo más popular en la década de 2000. En la década de 1990, Lipton comercializaba un té helado con gas, similar al que se vendía en Bélgica. En los últimos años, Lipton ha vuelto a la venta general de té sin gas, seguida rápidamente por Nestea y Twinings.

### Estados Unidos
En Estados Unidos, el té helado representa aproximadamente el 85% de todo el té consumido. Una variedad muy azucarada conocida como Té dulce es popular en los estados del sur. En los estados de Nueva Inglaterra, suele ser más moderadamente azucarado, y a menudo incluye menta.

## Variedades

### Té del sol y del frigorífico
El té helado puede prepararse colocando té (en bolsitas o en hojas sueltas) en un recipiente grande de cristal con agua y dejándolo al sol durante horas. El resultado suele ser un sabor más suave. Una ventaja es que el té al sol no requiere electricidad ni quemar combustible, con lo que se ahorra energía. A veces se sirve con sirope o limón.
La temperatura del té preparado de esta manera nunca es lo suficientemente alta como para matar las bacterias, por lo que el agua puede no ser potable. El té debe desecharse si parece espeso, con aspecto de jarabe o tiene hebras como cuerdas, aunque puede ser peligroso incluso sin estos indicadores.
Debido a este peligro, se ha sugerido una alternativa llamada «té del frigorífico», en la que el té se prepara en el frigorífico durante la noche. Esto tiene la doble ventaja de evitar el crecimiento de bacterias nocivas y de que el té ya está frío sin necesidad de añadir hielo.}

### Té helado de fuente
En 1996, el Departamento de Salud de la ciudad de Cincinnati descubrió altos niveles de bacterias coliformes (debido a una limpieza diaria inadecuada) en las espitas de los dispensadores llenados por máquinas automáticas de té helado recién hecho en varios restaurantes de la zona. Aproximadamente al mismo tiempo, las empresas Coca-Cola y Pepsi Cola iniciaron agresivas campañas de marketing dirigidas a sustituir el té helado recién hecho en los establecimientos de restauración por el té concentrado de las empresas de refrescos de cola que se dispensa utilizando el mismo método que las bebidas de fuente, bombeado desde una bolsa en caja. En muchos casos, las empresas de refrescos de cola proporcionaban un dispensador de té concentrado similar a los recipientes que se utilizaban anteriormente para dispensar té recién hecho.

### Mitad y mitad
Desde finales de los años sesenta, cuando el gran golfista Arnold Palmer pidió uno en Palm Beach, Florida, se ha popularizado en Estados Unidos una bebida mezclada llamada «half-and-half». Half-and-half es una mezcla de té helado y limonada, que da a la bebida un sabor mucho más dulce. A menudo se denomina «Arnold Palmer» (aunque el propio Palmer prefería una proporción de dos partes de té helado por una de limonada), la bebida acabó siendo comercializada por Snapple, Nantucket Nectars y AriZona Iced Tea; AriZona ha licenciado el nombre y la imagen de Arnold Palmer para sus versiones. En 2012 se produjo un ESPN corto documental sobre la bebida, en el que aparecían Palmer, expertos en bebidas, un grupo de golfistas de la PGA y el cómico Will Arnett hablando de la historia y la popularidad de la bebida.